# Dýka v mysli
Dýka v mysli (v anglickém originále Dagger of the Mind) je devátý díl první řady seriálu Star Trek. Premiéra epizody proběhla 3. listopadu 1966.

## Příběh
Hvězdného data 2715.1 vesmírná loď USS Enterprise vedená kapitánem Jamesem Kirkem přiváží zásoby na pokrokovou trestaneckou kolonii Tantalus V. Odtud pro změnu mají převzít výzkumný materiál pro ústřední vězeňskou službu. V zásilce se ovšem ukrývá uprchlík z kolonie, který začne ohrožovat posádku Enterprise.
Kapitán Kirk, pan Spock i doktor Leonard McCoy jsou překvapení, že zadržený uprchlík je doktor Simon van Gelder, asistent doktora Tristana Adamse, správce trestanecké kolonie. Znovu zajatý uprchlík končí na ošetřovně, kde McCoy zjišťuje, že muž je velmi vystresován a trpí poruchou paměti. Doktor pak rozhoduje, že muž by měl zůstat ještě na Enterprise a Kirk se vydat na Tantalus. Výsadek tvoří kapitán Kirk a doktorka Helen Noelová, lodní psycholožka, která kapitánovi připomíná vánoční oslavu, při které se mezi nimi něco událo. V kolonii se setkávají s doktorem Adamsem. Při prohlídce kolonie Kirka zaujme místnost zvaná nervový neutralizátor. Místnost s jedním křeslem a zvláštním světlem ve stropě údajně slouží k experimentální léčbě těžších deviantů. Adams vysvětluje nešťastnou příhodu doktora Simona tak, že zkoušel světelný paprsek sám na sobě. Krátce po odchodu Kirka a ostatních obsluha zvyšuje intenzitu přístroje tak, že působí na vězně v křesle jako vymývání mozku.
Spock s McCoyem se zatím snaží dostat nějaké informace z van Geldera, který upozorňuje, že výsadku hrozí nebezpečí. Spock pak zkouší proniknout do van Geldera vulkánským splynutím mysli. Dozvídá se, že nervový neutralizátor může změnit jakoukoliv osobnost nebo vymazávat myšlenky z paměti či naopak vkládat myšlenky jiné. Kapitán stále pochybuje o přístroji, který viděl. Uprostřed noci se vydává s doktorkou Noelovou přístroj vyzkoušet. Nejprve zkouší minimální dávku a následně se přesvědčuje, že přístroj za pomoci sugesce dokáže opravdu člověku přivodit pocit hladu nebo dokonce navodit vzpomínky na události, které se nestaly. Vtom ale doktorku Noelovou odtáhne obsluha přístroje a doktor Adams pouští Kirkovi silnější dávku a vsugeruje mu bolest a ošklivé vzpomínky. Adams následně nutí kapitána zahodit phaser i komunikátor. Po hrůzné zkušenosti se Kirk probouzí s Helen v pokoji, kde objevuje šachtu, do které posílá Helen, aby odpojila napájení přístroje a tím i silového pole, které brání proniknout transportérům do objektu. Kirk je posléze zase umístěn na nervový neutralizátor, kde se z něj snaží dostat informaci o Helen. Kirk se ale nedá zlomit a na přístroji v bolestech ztrácí vědomí. Noelová doráží do technické místnosti, kde vypíná zdroj energie. Vypnutím energie je přístroj znefunkčněn a Kirk může utéct. Helen při souboji odstrčí jednoho člena ochranky základny do zdroje napětí, a tak ho zkratuje, a na planetu se transportuje pan Spock, který definitivně silové pole vyřazuje. Neutralizátor je znovu aktivní, ale v jeho dosahu leží pouze doktor Adams. Spock nachází Kirka v objetí s Helen, která se mu snaží vysvětlit, že jeho lásku mu pouze vsugerovali.
Adams je nalezen mrtvý, protože vlivu přístroje byl vystaven na příliš dlouhou dobu o samotě bez hlasu obsluhy. Na kolonii se vrací van Gelder, který přebírá roli jejího správce. Jako první nechává rozebrat celý neutralizátor.